# Psammocora profundacella
Psammocora profundacella is een rifkoralensoort uit de familie van de Psammocoridae. De wetenschappelijke naam van de soort is voor het eerst geldig gepubliceerd in 1898 door Gardiner.